# پای بندپایان

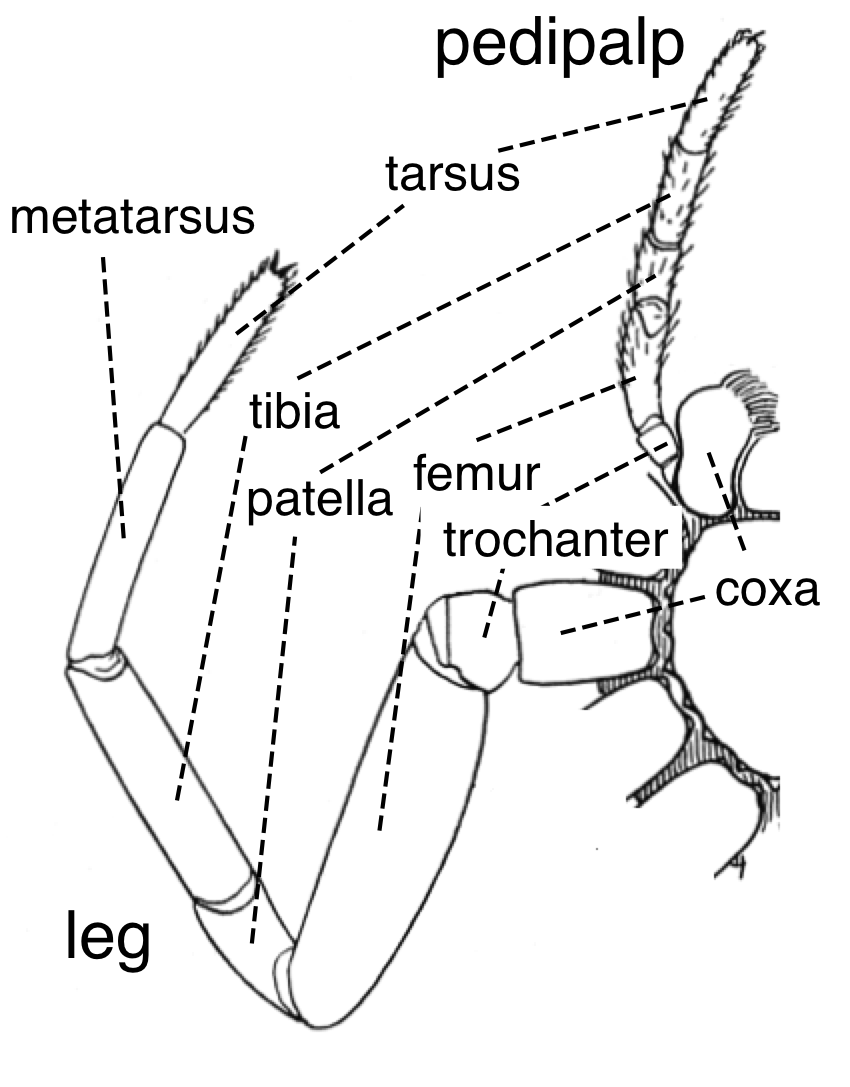
نمودار پای عنکبوت و پدیپالپ - پدیپالپ یک بخش کمتر دارد

پای بندپایان (به انگلیسی: Arthropod leg) شکلی از زائده مفصلی بندپایان است که معمولاً برای راه رفتن استفاده می‌شود. بسیاری از اصطلاحات به‌کاررفته برای بخش‌های پاهای بندپایان (به نام پودومر) خاستگاه لاتینی دارند و ممکن است با اصطلاحات مربوط به استخوان اشتباه گرفته شوند: کوکسا (به معنی باسن، جمع کوکسا)، تروکانتر، استخوان ران (فمور جمعی)، درشت‌نی (جمع تیبیا)، تارسوس (جمع tarsi)، ایسکیوم (جمع ایسکیا)، متاتارسوس، کارپوس، داکتیلوس (به معنی انگشت)، کشکک (جمع کشکک).
در بندپایان، هر یک از بخش‌های پا با بخش بعدی در مفصل لولایی مفصل می‌شود و ممکن است تنها در یک صفحه خم شود. این بدان معناست که برای دستیابی به همان نوع حرکتی که در جانوران مهره‌دار که دارای مفاصل چرخشی توپ و سوکت در پایه اندام‌های جلویی و عقبی هستند، به تعداد بیشتری بخش‌بندی نیاز است.

نمودار یک پای حشره معمولی

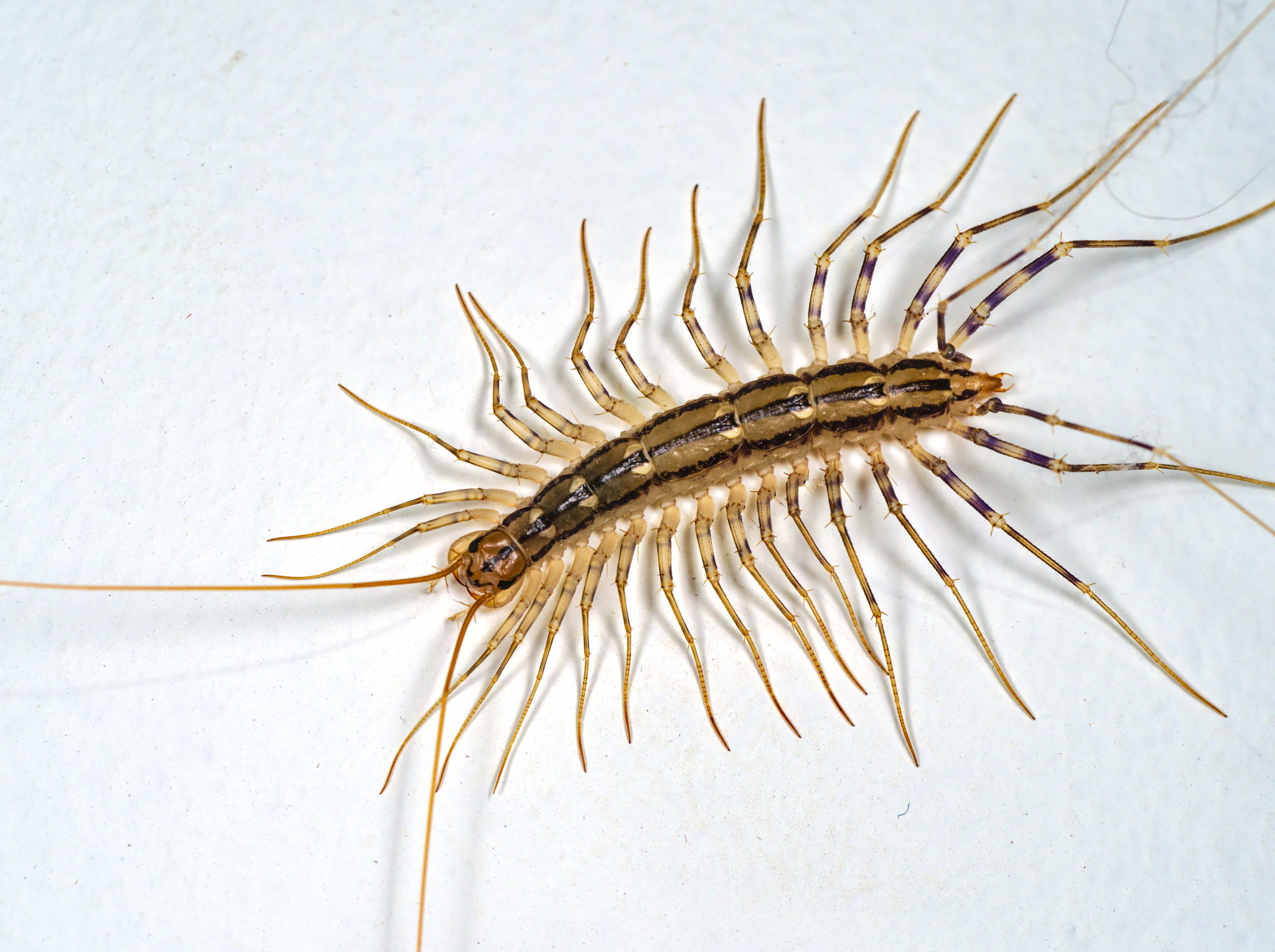
پاهای هفت‌بندی Scutigera coleoptrata

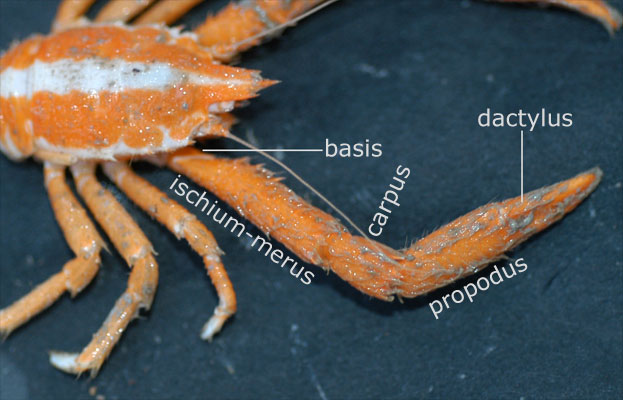
پای یک خرچنگ چمباتمه‌زده، که بخش‌ها را نشان می‌دهد. ایسکیوم و مروس در بسیاری از ده‌پاها با هم ترکیب شده‌اند.